# M2 (immeuble)

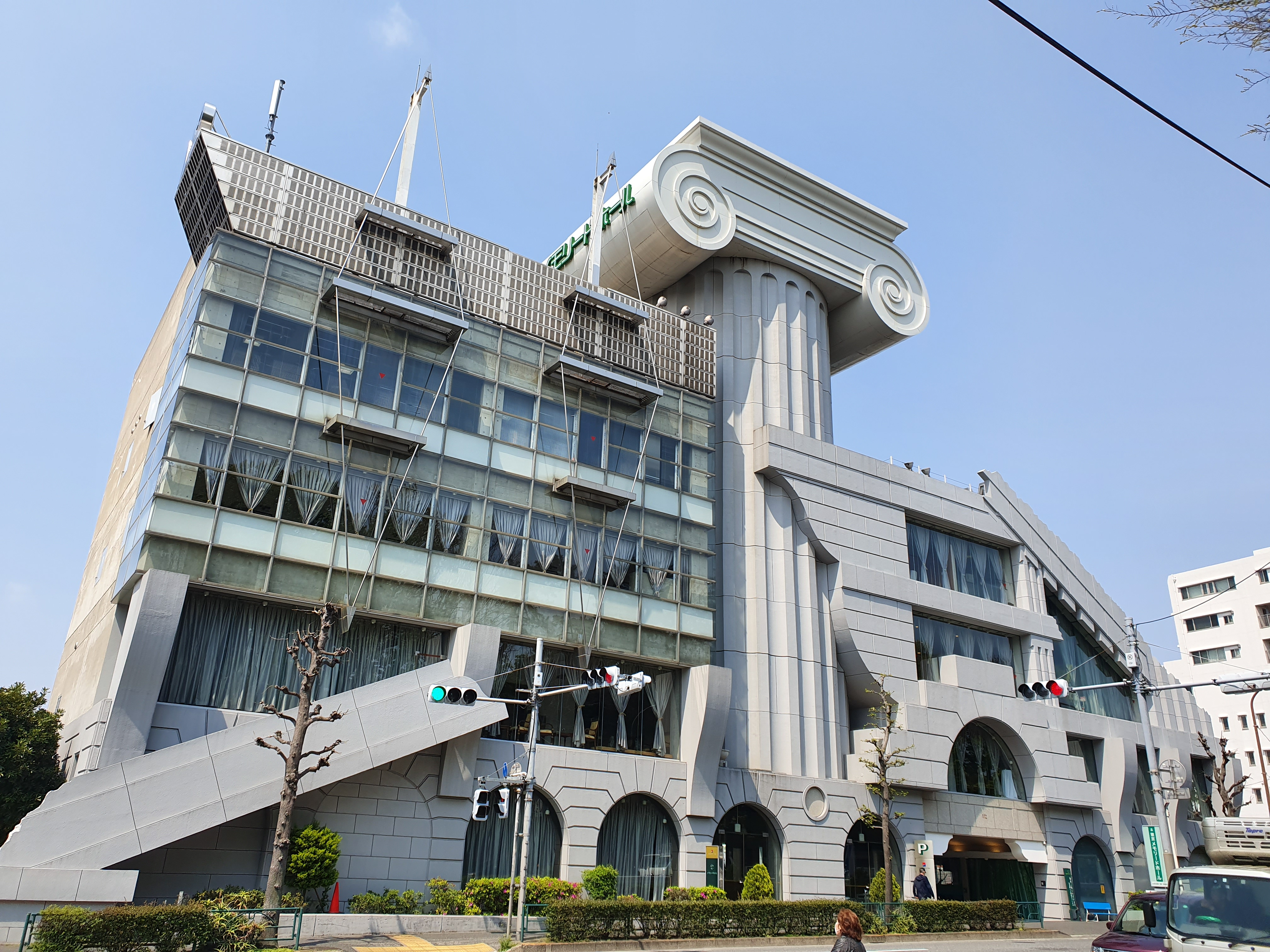
M2 en 2020.

Pour les articles homonymes, voir M2.
M2 (M2ビル, M2 biru) est un immeuble réalisé en 1991 par Kengo Kuma, situé en banlieue de Tokyo, dans l'arrondissement de Setagaya.

## Fonctions
L'immeuble est conçu pour être utilisé par la firme Mazda comme « laboratoire de design ». Il change de fonction et devient ensuite un funérarium.

## Architecture

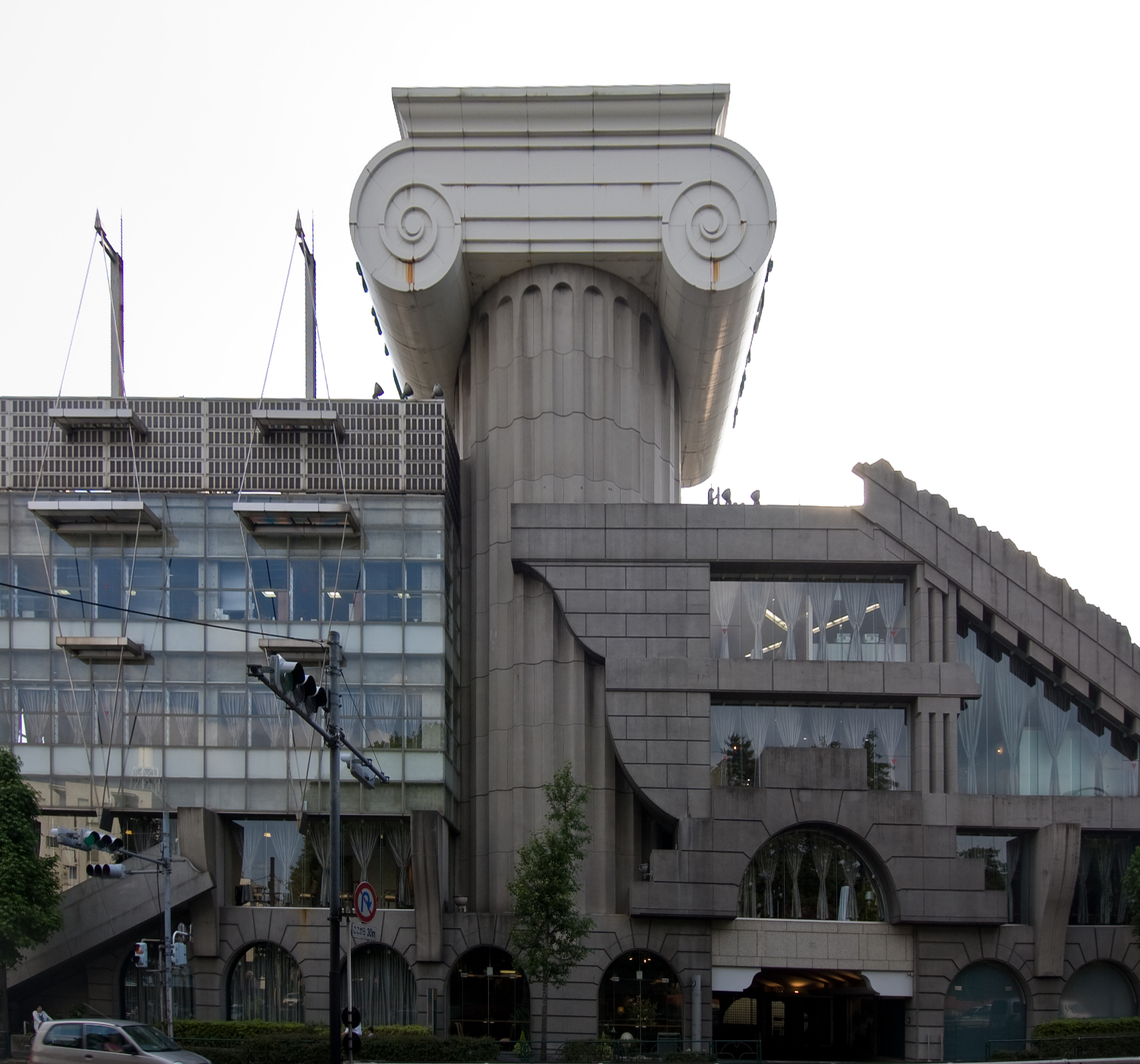
La colonne ionique de M2, 2008.

L'immeuble, de style postmoderne, mélange, de façon grotesque et ironique, des fragments architecturaux agrandis. Une colonne de style ionique est particulièrement visible, Kuma étant alors fortement influencé par les origines européennes de l'architecture. M2 « donne simultanément l'impression de ruines écroulées et d'un robot mécanique. ». En 2017, l’architecte déclare avoir abandonné ce style architectural et « se sentir un peu gêné par certains de ses bâtiments »
L'isolation sonore a été fort travaillée, comme l'immeuble se trouve près d'une autoroute.